# Общество русских акварелистов
Общество русских акварелистов (сокр. ОРА; до 1887 года — Кружок русских акварелистов, в 1907—1917 годах — Императорское общество русских акварелистов, с 1998 года — возрождено как Общество акварелистов Санкт-Петербурга) — художественное объединение художников-акварелистов. Основано в 1880 году по инициативе художника и педагога Э. С. Вилье де Лиль-Адана.

## История
Согласно Уставу Общества, утверждённому 11 июля 1887 года, целью объявлялось содействие «успеху и развитию акварельной живописи в России».
В 1907 году, в связи с двадцатипятилетием, прошла юбилейная выставка, и Общество, за вклад в развитие акварельной живописи, по Высочайшему рескрипту стало именоваться Императорским. Покровительство императорской фамилии было не случайным: деятельность Общества акварелистов отличалась широтой и активностью. За четверть века им было проведено тридцать восемь выставок в Петербурге, Москве, Риге, Гельсингфорсе, Мюнхене. В 1890 году, ещё до открытия, десятую выставку петербургских акварелистов посетил Александр III, и с тех пор члены императорской фамилии регулярно бывали на ежегодных акварельных вернисажах. Общество акварелистов регулярно устраивало традиционные «Пятницы акварелистов», своего рода художественно-артистические, музыкально-литературные встречи. Они проходили в Академии художеств в октябре и завершались в первую пятницу апреля.
Первым председателем общества стал академик Альберт Бенуа, В дальнейшем общество возглавляли А. С. Егорнов и С. Ф. Александровский, последним председателем в дореволюционный период был Р. А. Берггольц.
За годы существования общества его действительными членами являлись такие известные мастера акварели, как А. К. Беггров, Альб. Н. Бенуа, А. П. Боголюбов, Ф. Ф. Бухгольц, Э. О. Визель, М. П. Клодт, Л. Ф. Лагорио, К. Е. Маковский, Л. О. Премацци, А. П. Соколов, Н. П. Химона, А. О. Шарлемань и другие. Всего в разное время в состав общества входило около ста человек.
В 1918 году с закрытием последней тридцать восьмой выставки Общество вынужденно прекратило свою деятельность: члены этой организации были распущены, средства, принадлежащие ему, аннулированы.

## Общество акварелистов Санкт-Петербурга
Импульсом к восстановлению традиций дореволюционного общества акварелистов явилась идея петербургской художницы Нины Дьяковой и искусствоведа Абрама Раскина о возрождении Общества акварелистов.
Общество было зарегистрировано в 1998 году под председательством Н. В. Дьяковой. С 2002 года Общество возглавил Ю. Д. Шевчик. Общество насчитывает более восьмидесяти действительных членов. В разные годы экспонентами выставок общества были художники: Е. С. Базанова, Н. В. Дьякова, Л. К. Казбеков, А. А. Корольчук, К. С. Кузема, Е. А. Кузнецова, Л. В. Кондурова, В. А. Леднев, Г. К. Малыш, В. Ф. Матюх, А. Б. Парыгин, О. И. Померанцев, В. В. Прошкин, Н. С. Рахманина, В. Г. Старов, А. Ю. Талащук, В. И. Тюленев, В. В. Чиков, Цзян Шилунь и другие.

### Выставки Общества акварелистов Санкт-Петербурга
| Год  | Место проведения |
| ---- | --- |
| 2019 | Конюшенные флигель Юсуповского дворца на Мойке. X Международное биеннале Арт-Мост-Акварель 2019. СПб                                        |
| 2019 | Камерный театр Череповец. Акварельная мистерия Петербурга. Череповец                                                                        |
| 2017 | Конюшенные флигель Юсуповского дворца на Мойке. IX Международное биеннале Арт-Мост-Акварель 2017. СПб                                       |
| 2003 | Музей-заповедник «Петергоф». 300 лет Санкт-Петербурга в зеркале акварели.                                                                   |
| 2003 | Музей городской скульптуры. СПб. Акварель.                                                                                                  |
| 2002 | Российский этнографический музей. СПб. Мексика, Гватемала — моя любовь (акварели Н. Дьяковой и образцы мексиканского народного творчества). |
| 2002 | Галерея Невограф. СПб. Мужчина и женщина.                                                                                                   |
| 2001 | ВЦ СПб СХ. СПб. «Первые акварели XXI века».                                                                                                 |
| 2001 | Галерея «Валенсия». СПб. Акварельная комната.                                                                                               |
| 2001 | Галерея «АртГавань». СПб. Акварель. |
| 2001 | ЦВЗ Манеж. СПб. Международная выставка Россия—Мексика: Акварель.                                                                            |
| 2000 | Галерея «На Бастионной». Псков. Акварель.                                                                                                   |
| 1999 | Дом журналиста. СПб. Первая зимняя выставка.                                                                                                |
| 1999 | Малый зал Филармонии. СПб. (в рамках Международного фестиваля искусств «От авангарда до наших дней»).                                       |
| 1999 | ЦВЗ Манеж. СПб. (в рамках IV Международной выставки «Диалоги»).                                                                             |
| 1997 | Выставки петербургских акварелистов в Мексике. Мехико. Акварель.                                                                            |